# Деларов, Евстратий Иванович
Евстра́тий Ива́нович Дела́ров (ок. 1740—1806, по др. сведениям — 13 декабря 1744 — 3 марта 1808) — моряк греческого происхождения, служивший в русской морской торговой компании Русская Америка. Он был первым отмеченным историческими документами греческим путешественником и торговцем пушниной, прибывшим в Аляску.

## Биография
Деларов приехал в Россию молодым человеком, и поселился в греческой колонии на юге России, в городе Нежине (Украина).
Карьера Деларова в Русской Америке датируется по крайней мере с 1764 года, когда он прибыл на Алеутские острова на борту корабля Пётр и Павел Ивана Максимовича Соловьёва. Деларов участвовал в 1764 году в нападении Соловьёва на Умнак — Уналашка, которое было произведено в отместку за восстание Алеутов в 1762 году на Лисьих островах, в ходе которого было совершено нападение на четыре русских корабля и несколько станций на берегу и более 300 русских были убиты.
Во время службы в компании братьев Пановых Деларов использовал гавань на Унга (остров)е в качестве базы для операций, которая на протяжении многих лет была известна как Деларова Гавань или Греко-Деларовское, по причине греческого происхождения Деларова. В 1781—1786 годах Деларов и два других капитана совершали поисковые набеги из Унга в Пролив Принца Вильгельма. Со временем Деларов приобрёл репутацию отличного капитана. Он стал совладельцем различных торговых судов, промышляющих мехами. Григорий Иванович Шелихов встретился с Деларовым в Иркутске и уговорил его стать главным управляющим своего учреждения в Бухте Трёх Святителей на о-ве Кадьяк. Деларов отплыл на Кадьяк в 1787 году на борту корабля «Три Святителя», которым командовал Герасим Григорьевич Измайлов.
С 1787 по 1791 год он был предшественником Александра Баранова в роли главного управляющего компании Шелихова-Голикова. Позже он стал партнёром предприятий Шелихова и других крупных акционеров. В 1796 году он руководил делами компании в Иркутске.
В 1787 году Деларов создан форпост на о-ве Кадьяк, стоящим перед материком через Пролив Шелихова. Деларов также направил отряды охотников в залив Воскресения, где позже был основан форпост Александровская в современном районе Аляски Селдовия.
В 1788 году испанская экспедиция Гонсало Лопеса де Аро и Эстебан Хосе Мартинеса Фернандеса отплыла на Аляску, чтобы расследовать деятельность русских. Ранее ряду других испанских экспедиций на Тихоокеанском Северо-Западе не удалось найти русских, но прямой контакт состоялся во время экспедиции 1788 года. Аро обнаружил поселение Шелихова в бухте Трёх Святителей и встретился с Деларовым. У Аро и Деларова состоялся продолжительный разговор. Деларов сообщил Аро, что у русских было семь форпостов на побережье между Уналашка и проливом Принца Вильяма и русские шлюпы торгуют на юге вдоль побережья, вплоть до пролива Нутка. Эта последняя часть информации, скорее всего, была предназначена для устрашения испанцев. То, что Деларов преувеличивал силы Русской Америки, стало ясно испанцам, когда они посетили Уналашка. Деларов информировал Аро, что там живут 120 русских, но испанцы обнаружили, что единственным русским там был Потап Зайков, а все остальные были алеутами.

Когда в 1799 году была основана Российско-Американская Компания, Деларов переехал в Санкт-Петербург и был членом совета директоров компании вплоть до своей смерти в 1806 году. Погребён на Смоленском православном кладбище. Эпитафия на его могиле высечена следующая:

Моря, Америка, вот где

Смерть косу на тебя точила.

Но ты средь бурь был жив везде,

И здесь она тебя скосила

В объятиях жены, детей.

Друг правды, чести, где ты скрыт?

Ты мёртв, в гробу, но от друзей

Не будешь вечно ты зарыт.

## Наследие
Множество географических топонимов были названы в честь Деларова, в том числе Острова Деларова, Гавань Деларова (также — бухта Деларова, залив Аляска, 55°10′ с.ш., 160°30′ з.д., названа по фамилии первооткрывателя). Именем Деларова был назван транспортный корабль армии США Delarof и город-призрак Унга на Аляске, который первоначально назывался Деларов.

## Интересные факты
В своих записках Пётр Петрович Дорошин отмечал, что Деларова «чугачи в разговоре с русскими называют клик, т. е. грек, а между собой называют его манютлю, т. е. рассердившись, брызжущий слюной. При поминках кого-нибудь из храбрых, хороших охотников, чугачи поют, что он будет лежать даже выше манютлю».